# Naraoia
Naraoia is een geslacht van kleine tot gemiddelde grootte (ongeveer 2-4½ centimeter lang) uitgestorven geleedpotigen die in zee leefden en worden gerekend tot de familie Naraoiidae. Ze zijn bekend van het Vroeg-Cambrium tot het Laat-Siluur. De soorten hebben een omvangrijk spijsverteringsstelsel en zijwaarts gerichte antennes.

## Etymologie
De naam is afgeleid van Narao, de naam van een groep kleine meren in Cataract Brook Canyon, boven Hector aan de Canadian Pacific Railway, British Columbia, Canada.

## Geschiedenis van de classificatie
Toen het eerste fossiel van Naraoia werd gevonden in de Canadese Burgess Shale werd aangenomen dat het een schaaldier is, zo groot is het verschil tussen trilobieten en Naraoia, dat geen segmenten tussen kop- en staartschild heeft en ook de driedeling in middenas en zijlobben ontbeert. Het doorlopende schild verbergt de anatomie van de buikzijde, zodat intacte exemplaren moeilijk zijn in te delen. Toen Harry B. Whittington sommige exemplaren afschaafde (Naraoia is een van de meest voorkomende dieren van de Burgess Shale), ontdekte hij dat de poten (en kieuwen) van de dieren zeer vergelijkbaar, zo niet identiek zijn aan die van trilobieten, waardoor Naraoia gerekend wordt tot de Trilobitomorpha, en soms zelfs als een echte trilobiet wordt gezien. Misszhouia longicaudata werd vroeger beschouwd als een lid van het geslacht Naraoia, oorspronkelijk bekend als N. longicaudata, totdat het ervan gescheiden werd in 1997.

## Beschrijving

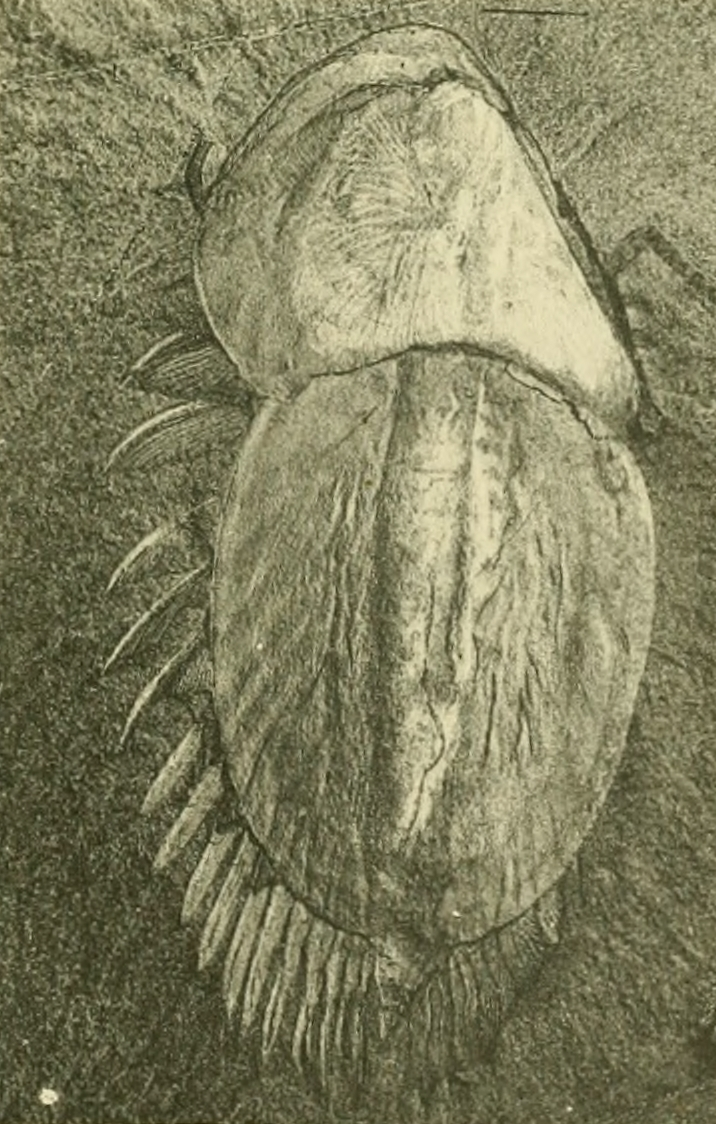
Naraoia compacta, geretoucheerde foto uit de originele publicatie van Walcott. Let op de ledematen links

Naraoia is bijna plat (dorso-ventraal). De bovenste (of  dorsale) kant van het lichaam bestaat uit een niet-verkalkt dwars ovaal of halfcirkelvormige kopschild (of cephalon), en een staartschild (of pygidium) dat langer is dan het kopschild, zonder lichaamssegmenten daartussen. Het lichaam is versmald waar het kopschild en staartschild met elkaar scharnieren. De lange antennes, die zijwaarts zijn gericht, hebben veel segmenten. Er zijn geen ogen. Het spijsverteringskanaal heeft een relatief grote diameter (veertien tot achttien procent van de breedte van het lichaam), heeft vier zakvormige uitstulpingen (of caecae) en daarnaast een aantal vertakte uitstulpingen (of diverticula) die het grootste deel van de kop innemen (in tegenstelling tot Misszhouia). De ledematen hebben twee armen op een gemeenschappelijke basis, net als Misszhouia en de trilobieten. De voorste kieuwarmen hebben grote, vinvormige eindlobben en korte afgeplatte zijtakken (setae). De looparm (of endopode), die alleen bekend is van N. compacta, bestaat uit zes elementen (of  podomeren).

## Verspreiding
Naraoia soorten zijn bekend uit Canada, de Verenigde Staten, Zuid-China en Australië, uit afzettingen die in ouderdom variërend van het Vroeg-Cambrium (Atdabanien) tot het eind van de Laat-Siluur (Pridoli).

## Leefwijze
De grote, spatelvormige eindlobben en korte zijtakken op de kieuwarm, de zijwaartse oriëntatie van de antennes, en de hoek van de kopschild van tot negentig graden waarmee veel exemplaren worden gevonden, wijzen op een gravende leefwijze. Het sediment dat vaak gevonden wordt in de darmen van Naraoia suggereert dat hij van detritus leefde door grote hoeveelheden bodem te eten, net als een regenworm. Het zeer grote en spijsverteringsstelsel met een grote opnamecapaciteit geeft aan dat de voedingswaarde van het voedsel van Naraoia spinosa laag was. Aan de andere kant menen sommige onderzoekers juist dat dit spijsverteringskanaal juist wijst op een grote opslagcapaciteit die nuttig is om een grote prooi volledig zelf te kunnen verteren gedurende een langere periode.

## Determineersleutel
| 1 | Staartschild minder dan 1½× zo lang als het kopschild. Wanneer het spijsverteringsstelsel zichtbaar is, dan is de darm meer dan ⅛ van de lichaamsbreedte, met vertakte darmuitstulpingen die het grootste deel van het kopschild vullen. Antennes zijdelings ingeplant. → 2 |
| - | Staartschild meer dan 1¾× zo lang als het kopschild. Wanneer het spijsverteringsstelsel zichtbaar is, dan is de darm minder dan ⅛ van de lichaamsbreedte, met vier paar kleine gevorkte uitstulpingen van gelijke grootte die hoogstens ⅓ van het kopschild vullen. Antennes aan de voorkant ingeplant. 25 paar tweearmige ledematen. Tot 6 cm lang. → Misszhouia longicaudata (Zhang & Hou, 1985), jr. syn. Naraoia longicaudata |
| 2 | Staartschild met meer of minder opvallende stekels. Kopschild minstens 1⅓× zo breed als lang, met kopstekels. → 3 |
| - | Staartschild zonder stekels, met een afgerond of spits uiteinde; kopschild hoogstens 1¼× zo breed als lang, al of niet met kopstekels. → 4 |
| 3 | Grootste stekels bevinden zich op of iets voor het breedste punt van het staartschild en aan het uiteinde. ±17 paar tweearmige ledematen. Tot 4 cm lang. Bekend van de Midden-Cambrische Burgess Shale, Stephen Formatie, British Columbia, Canada. → Naraoia spinifer Walcott, 1931 |
| - | Grootste stekels bevinden zich op de achterhoeken van het staartschild, de achterrand van dat schild is iets hol. ±19 paar tweearmige ledematen. Tot 4½ cm lang. Bekend van de Midden-Cambrische Chengjiang fauna van China. → Naraoia spinosa Zhang & Hou, 1985 |
| 4 | Zoom in het kopschild smal. Staartschild met afgeronde achterkant. → 5 |
| - | Voorzoom breed, bijna ¼× van de lengte van het kopschild. Staartschild met iets spitse achterkant. Bekend van het late Boven-Siluur (Pridoli), Williamsville laagpakket van de Bertie Formatie in het zuiden van Ontario, Canada. → Naraoia bertiensis Caron, Rudkin & Milliken, 2004 |
| 5 | Achterhoek van het kopschild afgerond, zonder stekels. Bekend van de Balang Formatie, nabij Geyi, Taijang gewest, Guizhou, China. → Naraoia taijiangensis Peng, Zhao & Sun, 2012 |
| - | Achterhoek van het kopschild stomp, al of niet met stekels. 19 paar tweearmige ledematen. Tot 4 cm lang. Bekend van de Onder-Cambrische Emu Bay Schalie in Australië., het Onder- tot Midden-Cambrium van Idaho en Utah, en de Midden-Cambrische Burgess Shale. → Naraoia compacta Walcott, 1912, jr. syn. N. halia, N. pammon |